# Mohamed Akharaz
Mohamed Akharaz (Den Haag, 11 juli 2003) is een Nederlandse voetballer van Marokkaanse afkomst die doorgaans als aanvaller speelt.

## Clubcarrière
Akharaz kwam achtereenvolgens uit voor Haaglandia, ADO Den Haag, SC Feyenoord en Vitesse alvorens hij in 2019 overstapte naar de jeugdopleiding van FC Utrecht. 
Op 10 januari 2022 zat Akharaz voor het eerst bij de selectie van Jong FC Utrecht, waarna hij in de met 0–2 verloren thuiswedstrijd tegen Jong Ajax direct zijn debuut mocht maken. In minuut 76 verving hij Ivar Jenner. In het restant van het seizoen 2021/22 maakte Akharaz nog acht keer zijn opwachting, waarvan allemaal als invaller. Op 24 april 2022 maakte hij zijn eerste doelpunt voor Jong FC Utrecht. Dit betrof de gelijkmaker in de blessuretijd van de uitwedstrijd tegen ADO Den Haag (eindstand 1–1).
Na zijn doorstroming naar Jong FC Utrecht ondertekende Akharaz op 1 juni 2022 zijn eerste profcontract. Hij tekende een verbintenis tot aan medio 2024, met een optie om de samenwerking met één seizoen te verlengen tot de zomer van 2025.

## Clubstatistieken
| Seizoen                    | Club            | Competitie     | Competitie | Competitie | Beker | Beker | Overige | Overige | Totaal | Totaal |
| Seizoen                    | Club            | Competitie     | Wed.       | Dlp.       | Wed.  | Dlp.  | Wed.    | Dlp.    | Wed.   | Dlp.   |
| -------------------------- | --------------- | -------------- | ---------- | ---------- | ----- | ----- | ------- | ------- | ------ | ------ |
| 2021/22                    | Jong FC Utrecht | Eerste divisie | 9          | 1          | –     | –     | –       | –       | 9      | 1      |
| 2022/23                    | Jong FC Utrecht | Eerste divisie | 0          | 0          | –     | –     | –       | –       | 0      | 0      |
| Carrièretotaal             | Carrièretotaal  | Carrièretotaal | 9          | 1          | –     | –     | –       | –       | 9      | 1      |
| Bijgewerkt op 19 juli 2022 |                 |                |            |            |       |       |         |         |        |        |

## Interlandcarrière
In oktober 2021 werd Akharaz opgeroepen voor Marokko Onder 20. In juli 2022 werd hij wederom opgeroepen. Ditmaal om diezelfde zomer voor de Arab Cup Onder 20 te spelen.